# لیدیا السا ساترانیو
لیدیا السا ساترانیو (اسپانیایی: Lidia Elsa Satragno‎؛ زادهٔ ۱۱ نوامبر ۱۹۳۵) ملقب به «پینکی» بازیگر، مجری تلویزیون و فعال مدنی اهل آرژانتین است.
او نماینده مجلس سفلی آرژانتین بود و در زمینهٔ رفع خشونت‌های خانوادگی و اجتماعی فعالیت‌هایی داشته است.
از فیلم‌ها یا مجموعه‌های تلویزیونی که وی در آن‌ها نقش داشته است، می‌توان به «سقوط» (۱۹۵۹) اشاره نمود.